# ハイイロネズミキツネザル
ハイイロネズミキツネザル (Microcebus murinus) は、マダガスカルに生息するコビトキツネザル科ネズミキツネザル属の一種。別名グレイネズミキツネザル。

## 分布
マダガスカル島西部から南西部沿岸に分布し、南東部の一部にも隔離分布する。

## 形態
全長249-289 mm、頭胴長120-141 mm、尾長126〜152 mm、体重54-69 g。光を取り入れるためのタペータムをもち、柔らかい毛皮、長い尾、長い後ろ脚、背中の背縞、短い鼻、丸い頭蓋骨、大きくて膜状の突き出た耳があるなど、他のネズミキツネザルと同様の特徴をもつ。

## 分類
種小名murinusは、ラテン語で「ネズミのような」の意。以前はミラーネズミキツネザル（Miller's mouse lemur）やチビネズミキツネザル（lesser mouse lemur）と呼ばれ、本種のみでネズミキツネザル属を構成する説もあったが、のちに体色が灰色の個体群が本種・赤褐色の個体群（亜種）がアカネズミキツネザルM. rufusとして区別されるようになった。2000年以降は分子系統解析や形態比較などにより本種やM. rufusの亜種とされていた個体群の地理的変異が大きいことが示唆され、さらにピグミーネズミキツネザルM. myoxinusなどが分割されている。

## 生態

### 生息地
沿岸の低地性熱帯乾燥林、半乾燥有棘林、河辺林、亜湿潤落葉林などに生息する。木の巣穴を寝床とする。巣の穴は最小直径5 cm、中央値13 cmである。1つの家族は捕食者に巣穴が見つからぬよう、通常3-9個の巣穴をもち、同じ木の穴には長くとも5日ほどしかとどまらない
。また、巣穴で寝るときに一緒に過ごす個体同士は必ずしも家族でないことも多く、日中は単独で過ごす一方、夜は集まることもある。繁殖期は、ほとんどの時間を密集した植生で過ごし、捕食者から身を守る。

### 活動
夜行性である。乾季には、エネルギーを節約し、捕食を減らすために、メスは数週間または最大5か月間完全に活動しなくなる。しかし、オスが数日間以上活動しないことはめったになく、メスが活発になる前に非常に活発になり、繁殖期の準備をする。一次林では、体温が28度未満である限り、活動停止を維持できるが、大きな木が少ない二次林では、気温が高く、ハイイロネズミキツネザルが長期間の活動停止ができない。活動停止をしない場合はしている場合よりも40％ほど多くのエネルギーを消費するため、体重が少なく、生存率が低い傾向がある。そのため、二次落葉樹林は一次落葉樹林より生息密度が低い。　
大きな目をきょろきょろさせながら、枝から枝へとぴょこぴょこ跳び移ったり、ぶら下がったりして動きまわる。

### 食性
雑食性で、主に甲虫類などの昆虫を食べるが、果実や種子、花、蜜、樹液、クモなどの無脊椎動物、カエルや小型爬虫類などの脊椎動物も食べる。

### 捕食
主にメンフクロウに捕獲されることが多く、そのほかの猛禽類、マダガスカルマングース科、ヘビ、イヌなどにも捕食される。捕食率は約25%で霊長類種で知られているなかで最高である。しかし、この種の高い繁殖能力を考えると、捕食はその個体群に劇的な影響を与えるわけではない。哺乳類の捕食者は、巣として機能する木の穴を発見し、開口部を拡大して捕食する。

### 繁殖
繁殖期は9～10月である。メスは9月から10月までの45～55日間の性的受容性があり、発情は1～5日間続く。このときメスは、独特の高周波の発声とマーキングをする。 妊娠期間は54日から68日で、平均60日。通常、5 gの2-3匹が梅雨が始まる前の11月に巣で産まれる。離乳は25日後に起こり、乳児は巣に残されるか、母親の口に運ばれ、採餌中に枝に連れていかれる。2ヵ月で自立し、メスでは10-29ヶ月、オスでは7-19ヶ月で性的成熟する。メスの場合、母親の家族に入ることもあるが、オスは分散する。繁殖寿命は5年以下であるが、飼育下では15年5ヶ月、あるいは18.2年も生きたと報告されている。

### 鳴声
本種は単独で生活する一方、警報を意味する鳴声によって集団防御することが観察されている。
発声は複雑で非常に高音（10-36 kHzの範囲）であり、時には人間の聴覚の範囲（0.02-20 kHz）を超えている
。また、地域間で鳴声の内容に誤差があり、別の地域に移住した場合、人間が移住先の言葉を習得し話すように鳴声を習得する。ここから、鳴声は遺伝子レベルでプログラムされておらず、その地域の文化に左右されることが分かる。

## 保全状況
キリンディ林やアンカラファンティカ国立公園など、観光客が多い地域では、外来種のクマネズミがおり、環境や餌などの資源を巡る競争を起こしている可能性がある。大きな洞ができる大型の木が減っていることが保全状況を悪化させている。また、気候変動による干ばつが世界のなかで最も顕著にみられ、これが原因で飢饉が起きている地域が生息地であるため、長期の食糧不足が起きやすく、冬眠を行うなどしてエネルギーの節約をしたとしても追いつかない可能性があり、今後の保全状況が危惧される。ただし、マダガスカルでは最もよく見られる霊長類の一種である。